# Cletus Colaço
Cletus Colaço SVD (* 8. August 1953 in Mumbai) ist ein indischer Ordenspriester und Soziologe.

## Leben
Den Magister in Sozialwissenschaft erwarb er 1978 mit Schwerpunkt in Organisationssoziologie und Management. Von 1978 bis 1981 gründete und leitete er das Serva Seva Sangh, ein SVD Sozial-Entwicklungsprogramm für industrielle Gewerkschaft in Pune. Nach dem theologischen Bakkalaureat am Päpstlichen Atheneum Pune der Jesuiten wurde er am 26. April 1981 zum Priester geweiht. Am Tata Institute of Social Sciences wurde er 1984 zum Doktor der Soziologie promoviert. Am Pontificio Ateneo Sant’Anselmo in Rom erwarb er das Lizentiat in Theologie (1991) und das Doktorat der Theologie (1994) mit Schwerpunkt in Missionstheologie. Von 1983 bis 1988 und von 1995 bis 1999 war er erst Dozent, dann Professor an der staatlichen Universität (sozialwissenschaftliche Fakultät) und Leiter der Hochschule des Erzbistums Bhopal. Von 1999 bis 2005 war er nationaler Missionssekretär der Steyler Provinzen in Indien, Provinzial, Vize-Großkanzler der SVD Hochschule in Bhopal und wurde 2002 zum zweiten Vorsitzenden der Nationalkonferenz der Ordensoberen Indiens (Catholic Religious of India) gewählt. In die deutsche Provinz der Steyler Missionare wurde er 2005 versetzt. Von 2005 bis 2009 war er am Missionswissenschaftlichen Institut in Sankt Augustin und als Dozent bis 2011 an der PTH St. Augustin tätig. Seit 2009 ist er als Leiter der Englischsprachigen Katholischen Mission der Erzdiözese München und Freising pastoral mit Schwerpunkt auf Mission in Europa im Rahmen der Missionstheologie und Neuevangelisierung der katholischen Kirche tätig. Er ist Vertreter der englischsprachigen Gemeinden in Deutschland bei der Deutschen Bischofskonferenz für Ausländerseelsorge. Seit 2011 lehrt er als Professor an der PTH St. Augustin Soziologie und Missionstheologie.
Seine Forschungsschwerpunkte sind Sozialarbeit, Organisationssoziologie und Management, Soziallehre der Kirche, missionstheologische Geschichte und Entwicklung in der Praxis.

## Schriften (Auswahl)
- mit P. S. George und María Alacoque: Medak District, Socio-Religious Study. Ishvani Kendra, Pune 1978, OCLC 604328526.
- 25 years "Ad gentes" in India and "Redemptoris missio" on the permanent validity of the Church's missionary mandate from His Holiness Pope John Paul II.  Asian Trading Corporation Publishers, Bangalore 1991, ISBN 81-7086-155-1.
- Realizing the missionary mandate. A case study of the Society of the Divine World in India 1932–1959–1960–1979 in theological-historical perspective.  Asian Trading Corporation Publishers, Bangalore 1998, OCLC 611523597 (zugleich Dissertation, Päpstliches Athenaeum Sant’Anselmo 1994).